# Agoliinus bidentatus
Agoliinus bidentatus är en skalbaggsart som beskrevs av Schmidt 1906. Agoliinus bidentatus ingår i släktet Agoliinus och familjen Aphodiidae. Inga underarter finns listade i Catalogue of Life.